# Maciej Józef Kapuściński
Maciej Józef Kapuściński (ur. 20 lutego 1811 w Czeladzi, zm. 15 października 1873 w Środzie Wielkopolskiej) – polski lekarz, działacz wielkopolski, uczestnik powstania listopadowego (m.in. bitwy o Olszynkę Grochowską).

## Życiorys
Dzieciństwo i młodość przed powstaniem listopadowym
Urodził się w Czeladzi, jako syn Heleny z Kręciszków i Józefa Kapuścińskiego, właściciela domu, składu win węgierskich i winiarni. Ojciec Józefa Kapuścińskiego, Stanisław, był burmistrzem Czeladzi. Maciej Józef Kapuściński miał młodszego brata, Mateusza (później pierwszego wójta gminy Gzichów) i starszego – Jana. Maciej i Jan skończyli Gimnazjum św. Anny w Krakowie, a następnie studiowali na Uniwersytecie Jagiellońskim. Jan był studentem Wydziału Prawa, a Maciej od roku 1829 studiował na Wydziale Filozoficznym matematykę i fizykę; uczęszczał też na wykłady filozofii i historii, które prowadził Jan Kanty Rzesiński (1803–1855).
Powstanie
Gdy rozpoczęło się powstanie listopadowe, bracia zaciągnęli się, jako podchorąży, do wojska polskiego. Maciej Kapuściński brał udział w kilku bitwach, m.in. w bitwie o Olszynkę Grochowską – należał do sztabu gen. Jana Krukowieckiego (od marca 1831 roku wojskowego gubernatora Warszawy, a od sierpnia – prezesa Rządu Narodowego). W Warszawie przez kilka miesięcy chorował na tyfus.
Wrocław
W warunkach, które panowały po upadku powstania, nie mógł wrócić do Krakowa lub do Czeladzi. Zamieszkał w Opolu (korzystając z pomocy stryja), a następnie – w roku 1832 – zaczął studia medyczne na Uniwersytecie Wrocławskim. W czasie studiów działał w Towarzystwie Literacko-Słowiańskim, które współorganizował. W roku 1836 otrzymał dyplom doktora medycyny (na podstawie rozprawy pt. De fistulis urinariis) i prawo praktyki lekarskiej.
Poznań i Środa Wielkopolska
Początkowo pracował jako lekarz w Poznaniu, pod kierunkiem Karola Marcinkowskiego – lekarza i społecznika, z którym się zaprzyjaźnił – a następnie w Miłosławiu i w Środzie, w której pozostał do śmierci. Nadal współpracował z K. Marcinkowskim, który w 1841 roku założył Towarzystwo Pomocy Naukowej – przez 22 lata pełnił funkcję skarbnika Towarzystwa w powiecie średzkim. Był dobrze zarabiającym lekarzem, który przez 25 lat bezpłatnie przyjmował ubogich. W czasie powstania wielkopolskiego 1848 roku udzielał pomocy medycznej w obozach powstańczych pod Miłosławiem i Wrześnią. Był podziwiany za energiczne działania i oddanie chorym w czasie epidemii cholery w roku 1866.

## Życie prywatne
Ożenił się w roku 1840 z Izabelą z Dobrowolskich. Mieli cztery córki i dwóch synów.
Zmarł w wieku 62 lat wskutek kontaktów z chorymi w czasie epidemii.
Jeden z synów, Bolesław Kapuściński (1850–1921), został znanym poznańskim lekarzem i społecznikiem; jego synem był Witold Kapuściński (1882–1951), późniejszy profesor-okulista, prezes Polskiego Towarzystwa Okulistycznego, również ojciec profesora okulistyki, Witolda Juliusza Kapuścińskiego (1910–1988).